# あにいもうと
「あにいもうと」は、室生犀星が1934年に発表した短編小説。
『文藝春秋』1934年7月号にて発表、1935年1月刊行の『神々のへど』所収。同年の第1回文芸懇話会賞受賞作。室生犀星の養母・赤井ハツをモデルとする赤座もんを主人公に、元々仲が良かったが、妹の妊娠を機に激しく対立する兄妹の複雑な愛情を描く。
1953年に成瀬巳喜男監督、京マチ子主演で映画化、1972年に山田洋次脚本、渥美清・倍賞千恵子出演でテレビドラマ化されるなど、たびたび映像化されている。

## 登場人物
- 赤座 - 川仕事の人夫頭。
- りき - 赤座の妻。
- 伊之助 - 赤座の長男（28歳）。
- もん - 赤座の長女（23歳）。
- さん - 赤座の次女。
- 小畑 - 書生（24歳）。

## 映画
これまで3度映画化されている。

### 1936年版
『兄いもうと』のタイトルで1936年（昭和11年）6月21日に公開。製作はP.C.L.、配給は東宝。モノクロ。上映時間は61分。
1936年度キネマ旬報ベストテン第7位。
スタッフ
- 原作：室生犀星
- 監督：木村荘十二
- 脚本：江口又吉
- 音楽：近衛秀麿
- 撮影：立花幹也
- 美術：安倍輝明
- 録音：山口淳

キャスト
- もん：竹久千恵子
- 伊之：丸山定夫
- りき：英百合子
- 小畑：大川平八郎
- 赤座：小杉義男
- さん：堀越節子

### 1953年版
1953年（昭和28年）8月19日に公開。製作・配給は大映。監督は成瀬巳喜男、主演は京マチ子。1953年度キネマ旬報ベスト・テン第5位。

### 1976年版
1976年（昭和51年）10月23日公開。製作は東宝映画。配給は東宝。カラー。上映時間は88分。1976年度キネマ旬報ベストテン第6位。第19回ブルーリボン賞主演女優賞（秋吉久美子）・助演男優賞（大滝秀治）受賞。
同時上映は『星と嵐』（原作：池田一朗、出目昌伸 / 監督：出目昌伸 / 主演：三浦友和）。
スタッフ
- 製作：椎野英之、金子正旦
- 監督：今井正
- 原作：室生犀星
- 脚本：水木洋子
- 撮影：原一民
- 美術：竹中和雄
- 録音：伴利也
- 照明：石井長四郎
- 編集：小川信夫
- 助監督：岡田文亮
- 製作担当者：徳増俊郎
- 音楽：渋谷毅

キャスト
- もん：秋吉久美子
- 伊之吉：草刈正雄
- 小畑：下條アトム
- さん：池上季実子
- 赤座：大滝秀治
- りき：賀原夏子
- 鯛一：大和田獏
- 園枝：伊藤静子
- とき子：中村たつ
- 貫一：日野道夫
- 喜三：桑山正一
- 茂：麿昇
- 木藤：蟹江敬三
- ローザ：絵沢萠子
- タケル：なべおさみ
- ルミ：伊佐山ひろ子
- 酒屋の親父：藤原釜足
- トレパンの男：清水大敬

## テレビドラマ

### 1958年版
『兄いもうと』のタイトルで、1958年11月9日21:15 - 22:15にKRテレビ系列の「東芝日曜劇場」枠で放送された。
キャスト
- 水谷八重子
- 伊志井寛
- 伊井友三郎
- 加藤和恵
- 久門祐夫
- 一条久枝

スタッフ
- 脚本：金子洋文
- 演出：山本隆則

| KRテレビ 東芝日曜劇場        | KRテレビ 東芝日曜劇場        | KRテレビ 東芝日曜劇場             |
| 前番組                       | 番組名                       | 次番組                            |
| ---------------------------- | ---------------------------- | --------------------------------- |
| 写楽の大首 （1958年11月2日） | 兄いもうと （1958年11月9日） | マンモスタワー （1958年11月16日） |

### 1959年版
1959年3月11日水曜20:00 - 21:00に日本テレビ系列の「ヤシカゴールデン劇場」枠で放送された。
キャスト
- 三國連太郎
- 望月優子
- 石黒達也
- 澤村國太郎
- 橋本菊子
- 川上康子
- 田口計
- 三宅一

| 日本テレビ ヤシカゴールデン劇場 | 日本テレビ ヤシカゴールデン劇場 | 日本テレビ ヤシカゴールデン劇場 |
| 前番組                          | 番組名                          | 次番組                          |
| ------------------------------- | ------------------------------- | ------------------------------- |
| 落陽 （1959年3月4日）           | あにいもうと （1959年3月11日）  | 並木河岸 （1959年3月18日）      |

### 1960年版（NET）
『兄いもうと』のタイトルで、1960年1月28日木曜20:00 - 21:00にNETテレビ系列の「文芸劇場」枠で放送された。水谷八重子が再び主人公もん役で出演した。
キャスト
- 水谷八重子
- 森雅之
- 山本礼三郎
- 村瀬幸子
- 佐竹明夫
- 光本幸子

| NET 文芸劇場                 | NET 文芸劇場                 | NET 文芸劇場                |
| 前番組                       | 番組名                       | 次番組                      |
| ---------------------------- | ---------------------------- | --------------------------- |
| お富の貞操 （1960年1月21日） | 兄いもうと （1960年1月28日） | 雨に燃える （1960年2月4日） |

### 1960年版（CX）
1960年8月7日日曜22:00 - 22:45にフジテレビ系列の「百万人の劇場」枠で放送された。
キャスト
- 青山京子
- 北村和夫
- 田崎潤

| フジテレビ 百万人の劇場      | フジテレビ 百万人の劇場       | フジテレビ 百万人の劇場  |
| 前番組                       | 番組名                        | 次番組                   |
| ---------------------------- | ----------------------------- | ------------------------ |
| 木村長門守 （1960年7月31日） | あにいもうと （1960年8月7日） | おはん （1960年8月14日） |

### 1972年版
1972年9月3日21:30 - 22:26にTBS系列の『東芝日曜劇場』枠で放送された。脚本は山田洋次、兄・伊之助役は渥美清、妹・もん役は倍賞千恵子と『男はつらいよ』シリーズの面々が顔を揃えた。
キャスト
- 渥美清
- 倍賞千恵子
- 宮口精二
- 乙羽信子
- 岡本茉利
- 山本聰
- 岡本信人

スタッフ
- プロデューサー：石井ふく子
- 音楽：木下忠司
- 脚本：山田洋次
- 演出：宮武昭夫

| TBS 東芝日曜劇場                           | TBS 東芝日曜劇場              | TBS 東芝日曜劇場               |
| 前番組                                     | 番組名                        | 次番組                         |
| ------------------------------------------ | ----------------------------- | ------------------------------ |
| ある夏の終り （HBC制作） （1972年8月27日） | あにいもうと （1972年9月3日） | もしか或る日 （1972年9月10日） |

### 1974年版
『あに、いもうと』というタイトルで、1974年3月6日にNETテレビの『女・その愛のシリーズ』で放送された。
キャスト
- 岩下志麻
- 細川俊之
- 南原宏治
- 丹阿弥谷津子
- 河原崎建三

スタッフ
- 脚本：鈴木尚之
- 監督：篠田正浩
- 制作：東映、NET

| NET 女・その愛のシリーズ | NET 女・その愛のシリーズ | NET 女・その愛のシリーズ |
| 前番組                   | 番組名                   | 次番組                   |
| ------------------------ | ------------------------ | ------------------------ |
| 雁                       | あに、いもうと           | めし                     |

### 1995年版
1995年9月12日にテレビ東京系列の『火曜ゴールデンワイド』特別企画として放送された。
キャスト
- 杉本哲太
- 寺島しのぶ
- 樹木希林
- 尾美としのり

スタッフ
- 脚本：寺内小春
- 演出：深町幸男

### 2018年版
ドラマ特別企画『あにいもうと』のタイトルで、2018年6月25日月曜20:00 - 21:57に放送された。主演は大泉洋。視聴率は10.5%（ビデオリサーチ調べ、関東地区・世帯・リアルタイム）。
山田洋次脚本・石井ふく子プロデューサーのコンビで1972年に渥美清・倍賞千恵子の出演でテレビドラマ化して以来、46年ぶりの再ドラマ化となる。
キャスト
- 赤座伊之助（伊之） - 大泉洋

大工の仕事をしていて、部下の面倒見もいい。もんちと衝突するが実は本気で憂いていて、赤座家に来た裕樹を殴った。
- 赤座桃子(伊之の妹、もんち) - 宮﨑あおい

トラックの運転手。イノと衝突するが兄を心配している。実は裕樹との間に子供がいるのを秘密にしていた。
- 赤座佐知（伊之・もんちの妹） - 瀧本美織

イノやもんちと仲がいい。
- 小畑裕樹（もんちの彼氏） - 太賀

もんちと別れたが、彼女の妊娠を知り復縁を考える。イノの制裁を受けるが、その後もんちと結婚する。
- 岡村咲江（伊之の友人、のち妻） - 西原亜希

花屋に勤務。元夫との間に息子供がいるその息子はイノと仲がよく、もんちは彼女を気に入っているので兄嫁にと思っている。
- 三四郎（伊之の弟分、サブ） - 七五三掛龍也

イノが面倒を見ている後輩。
- シマ（もんち行きつけの居酒屋女将） - 一路真輝
- パティ（研修生、伊之を取材） - シャーロット・ケイト・フォックス
- 赤座忍（伊之・もんちの父） - 笹野高史

もんちと復縁しようと赤座家にやってきた裕樹を一喝する。
- 赤座きく子（伊之・もんちの母） - 波乃久里子

裕樹を怒る忍とイノを宥め、もんちとの結婚を認める。
スタッフ
- 脚本 - 山田洋次
- 原作 - 室生犀星『あにいもうと』
- 演出 - 清弘誠
- プロデューサー - 石井ふく子
- 製作著作 - TBS